# Kaiserstuhl Conservation Park
Kaiserstuhl Conservation Park är en park i Australien. Den ligger i delstaten South Australia, omkring 54 kilometer nordost om delstatshuvudstaden Adelaide. Arean är 4,0 kvadratkilometer.
Närmaste större samhälle är Tanunda, nära Kaiserstuhl Conservation Park.
Trakten runt Kaiserstuhl Conservation Park består till största delen av jordbruksmark. Runt Kaiserstuhl Conservation Park är det mycket glesbefolkat, med 3 invånare per kvadratkilometer. Genomsnittlig årsnederbörd är 419 millimeter. Den regnigaste månaden är juli, med i genomsnitt 68 mm nederbörd, och den torraste är december, med 8 mm nederbörd.